# Młot mechaniczny

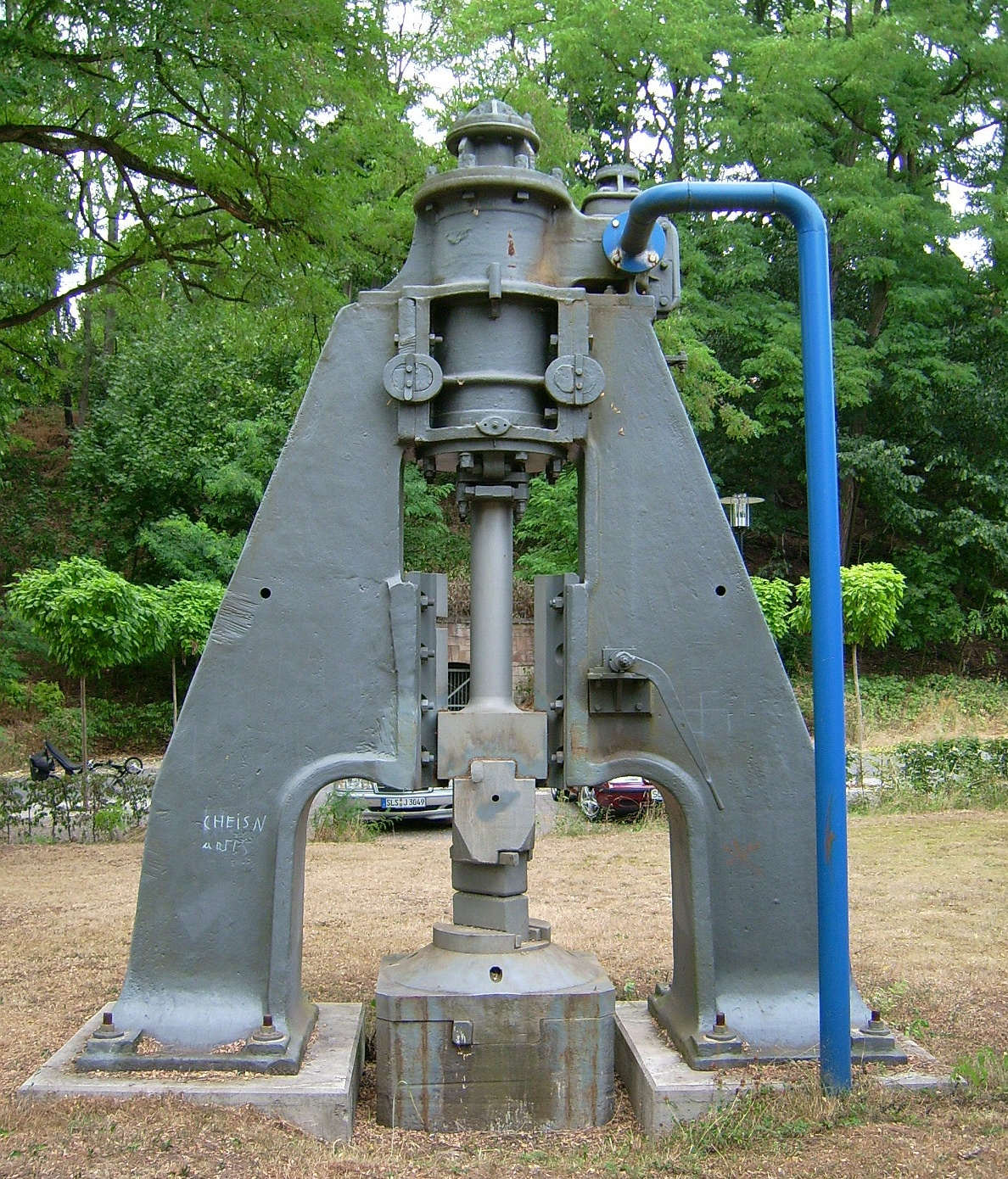
Młot parowo-powietrzny

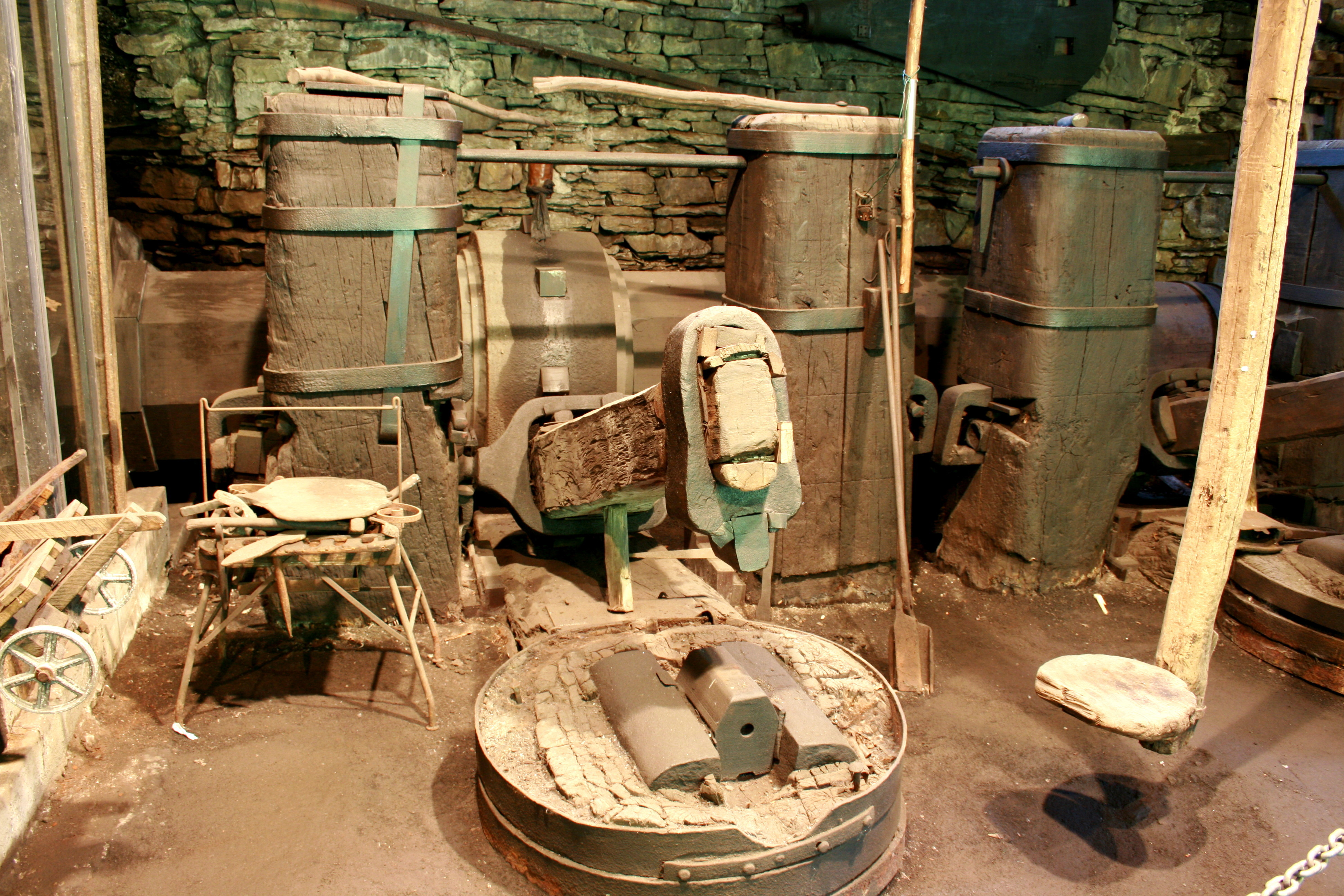
Zabytkowy młot napędzany przez koło wodne

Młot mechaniczny – urządzenie do obróbki plastycznej i kształtowania przedmiotów metalowych.
W zależności od temperatury kształtowania materiału rozróżnia się młoty do obróbki plastycznej na gorąco oraz do obróbki na zimno. Materiały odkształcane są plastycznie pod wpływem udarów. Przy obróbce udarem odkształceniu ulegają przede wszystkim zewnętrzne warstwy materiału.
Młoty mechaniczne dzieli się na:
- parowe,
- wodne,
- o napędzie mechanicznym,
- pneumatyczne.